# 녹색당 (룩셈부르크)

녹색당(룩셈부르크어: Déi Gréng, 프랑스어: Les Verts, 독일어: Die Grünen)은 룩셈부르크의 녹색 정치, 중도좌파 정당이다.
1983년에 설립되었으며 녹색 정치를 지향한다. 녹색당의 경우 민주당 다음으로 네 번째로 의석을 가지고 있다.

## 역대 선거 결과

### 총선
| 선거        | 의석   | 득표율 | 정부      |
| ----------- | ------ | ------ | --------- |
| 1984년 선거 | 2 / 64 | 4.2    | 야당      |
| 1989년 선거 | 4 / 60 | 8.6    | 야당      |
| 1994년 선거 | 5 / 60 | 9.9    | 야당      |
| 1999년 선거 | 5 / 60 | 9.1    | 야당      |
| 2004년 선거 | 7 / 60 | 11.6   | 야당      |
| 2009년 선거 | 7 / 60 | 11.7   | 야당      |
| 2013년 선거 | 6 / 60 | 10.1   | 연립 여당 |
| 2018년 선거 | 9 / 60 | 15.1   | 연립 여당 |

## 같이 보기
- 녹색당
- 녹색정치
- 룩셈부르크의 정당